# Actinolema
Actinolema, género de plantas de la familia Apiaceae. Comprende 3 especies descritas y de estas, solo 2 aceptadas.

## Taxonomía
El género fue descrito por Eduard Fenzl y publicado en Pugillus Plantarum Novarum Syriae et Tauri Occidentalis Primus 16. 1842. La especie tipo es: Actinolema eryngioides Fenzl	

## Especies
A continuación listado de las especies del género Actinolema aceptadas hasta septiembre de 2012, ordenadas alfabéticamente. Para cada una se indica el nombre binomial seguido del autor, abreviado según las convenciones y usos.
- Actinolema eryngioides Fenzl
- Actinolema macrolema Boiss.